# Прва савезна лига Југославије у фудбалу 1950.

Прва савезна лига Југославије била је највиши ранг фудбалског такмичења у Југославији 1950. године. То је 22. сезона по реду у којој се организовало првенство Југославије у фудбалу. Титулу првака је освојио Хајдук из Сплита, тако освојивши своју прву послератну шампионску титулу, а трећу укупно. Прва савезна лига је у наредној сезони требало да има 12 клубова, па је на крају ове испао само последњепласираних клуб, у овом случају то је била Будућност из Титограда, а фудбалски клуб југословенске авијације (Наша крила) се угасио па су преостала 4 места у Првој савезној лиги 1950. попунили 4 најбоље пласирана тима Друге савезне лиге Југославије.

## Учесници првенства
У фудбалском првенство Југославије у сезони 1948/49. је учествовало укупно 10 тимова, од којих су 5 са простора НР Србије, затим 3 из НР Хрватске и по 1 из НР Црне Горе и НР Босне и Херцеговине.
- БСК, Београд
- Будућност, Титоград
- Динамо, Загреб
- Локомотива, Загреб
- Наша Крила, Београд, (Земун)
- Партизан, Београд
- Сарајево
- Спартак, Суботица
- Хајдук, Сплит
- Црвена звезда, Београд

## Табела
| Место | Клуб               | мечева | победа | нерешених | пораза | дати голови | примљени голови | гол разлика | бодова |
| ----- | ------------------ | ------ | ------ | --------- | ------ | ----------- | --------------- | ----------- | ------ |
| 1     | Хајдук             | 18     | 10     | 8         | 0      | 28          | 13              | +15         | 28     |
| 2     | Црвена звезда      | 18     | 12     | 2         | 4      | 44          | 18              | +26         | 26     |
| 3     | Партизан           | 18     | 12     | 2         | 4      | 46          | 19              | +27         | 26     |
| 4     | Динамо             | 18     | 9      | 4         | 5      | 23          | 17              | +6          | 22     |
| 5     | Сарајево           | 18     | 7      | 3         | 8      | 30          | 27              | +3          | 17     |
| 6     | Наша Крила         | 18     | 5      | 4         | 9      | 18          | 29              | -11         | 14     |
| 7     | БСК                | 18     | 4      | 6         | 8      | 19          | 32              | -13         | 14     |
| 8     | Локомотива         | 18     | 4      | 5         | 9      | 18          | 28              | -10         | 13     |
| 9     | Спартак            | 18     | 3      | 4         | 11     | 15          | 29              | -14         | 10     |
| 10    | Будућност          | 18     | 3      | 4         | 11     | 15          | 44              | -29         | 10     |
| -     | Војводина Нови Сад | -      | -      | -         | -      | -           | -               | -           | -      |
| -     | Напредак Крушевац  | -      | -      | -         | -      | -           | -               | -           | -      |
| -     | Мачва Шабац        | -      | -      | -         | -      | -           | -               | -           | -      |
| -     | Борац Загреб       | -      | -      | -         | -      | -           | -               | -           | -      |

Најбољи стрелац лиге био је Валок (Партизан) са 17 голова.

## Освајач лиге
ХАЈДУК (тренер:Лука Калитерна)
играчи:
- Владимир Беара
- Љубомир Кокеза
- Божо Брокета
- Мрчић
- Катнић
- И. Радовниковић
- Дрводелић
- Славко Луштица
- Миљенко Крстуловић
- Фране Матошић
- Бернард Вукас
- Видак
- Араповић
- Т. Радовниковић
- Андријашевић
- Шенауер

| Првак Југославије у фудбалу 1950. |
| --------------------------------- |
| Хајдук 3. титула (прва у ФНРЈ)    |